# Корнеев, Валерий Владимирович
Вале́рий Влади́мирович Корне́ев (12 марта 1962, Брянск) — советский и российский футболист, нападающий, российский тренер.

## Карьера

### Игрока
В 1979 году дебютировал в команде мастеров за брянское «Динамо», провёл 1 игру. С 1981 по 1987 год выступал за брянский клуб уже в качестве основного игрока, в 158 матчах забил 56 голов. С 1987 по 1989 играл за ставропольское «Динамо», где в 70 встречах отметился 23 мячами. В 1989 году снова вернулся в Брянск, провёл 15 игр, забил 14 голов, после чего в том же году пополнил ряды донецкого «Шахтёра», в котором, однако, не закрепился, сыграв только 3 матча в Высшей лиге СССР.
Сезон 1990 года провёл во владикавказском «Спартаке», в 32 играх забил 9 мячей. Затем на год снова вернулся в брянское «Динамо», за которое принял участие в 38 поединках, отметившись 10 голами.
В сезоне 1992 года дебютировал в Высшей лиге России в составе «Кубани», за которую сыграл 2 матча и забил 1 мяч, после чего пополнил ряды самарских «Крыльев Советов», где и доиграл сезон, проведя 11 встреч.
С 1993 по 1995 год снова выступал за ставропольское «Динамо», провёл 71 игру, забил 18 голов. Доигрывал сезон 1995 года в раменском «Сатурне», в 10 матчах забил 3 мяча.
С 1996 по 1998 год играл за брянский «Спартак», провёл 98 встреч, забил 46 голов. Сезон 1999 года начал в брянском «Динамо», в 17 играх отметился 4 мячами, после чего пополнил ряды клуба «СКА-Энергия», где затем выступал до 2000 года, сыграв 23 матча и забив 6 голов в лиге, и ещё 1 встречу проведя в Кубке России. В 2002 году принял участие в 4 играх за «Коломну».

### Послеигровая
Имеет диплом Высшей школы тренеров. В 1998 году некоторое время возглавлял брянский «Спартак». С 2000 по 2001 год руководил брянским «Динамо», в котором затем в 2009 году (а также с июля 2013 года)[уточнить] занимал должность начальника команды. Работал с любительской командой «Заря» (Стародуб). Являлся советником президента брянского «Динамо» по развитию молодёжного футбола.
Возглавлял управление физкультуры и спорта Брянской области, после чего с октября 2019 по декабрь 2020 года был начальником команды брянского «Динамо».
По итогам заседания КДК РФС, состоявшегося 15 января 2021 года, за сокрытие положительных тестов на коронавирус у ряда игроков и сотрудников команды «Динамо» (Брянск) с использованием подложных документов в период с 29 августа 2020 года по 2 сентября 2020 года Корнееву было пожизненно запрещено осуществлять любую деятельность, связанную с футболом. 19 сентября 2023 года РФС отменил пожизненное отстранение, назначив условное отстранение от футбола сроком на 5 лет.